# 케플러-7

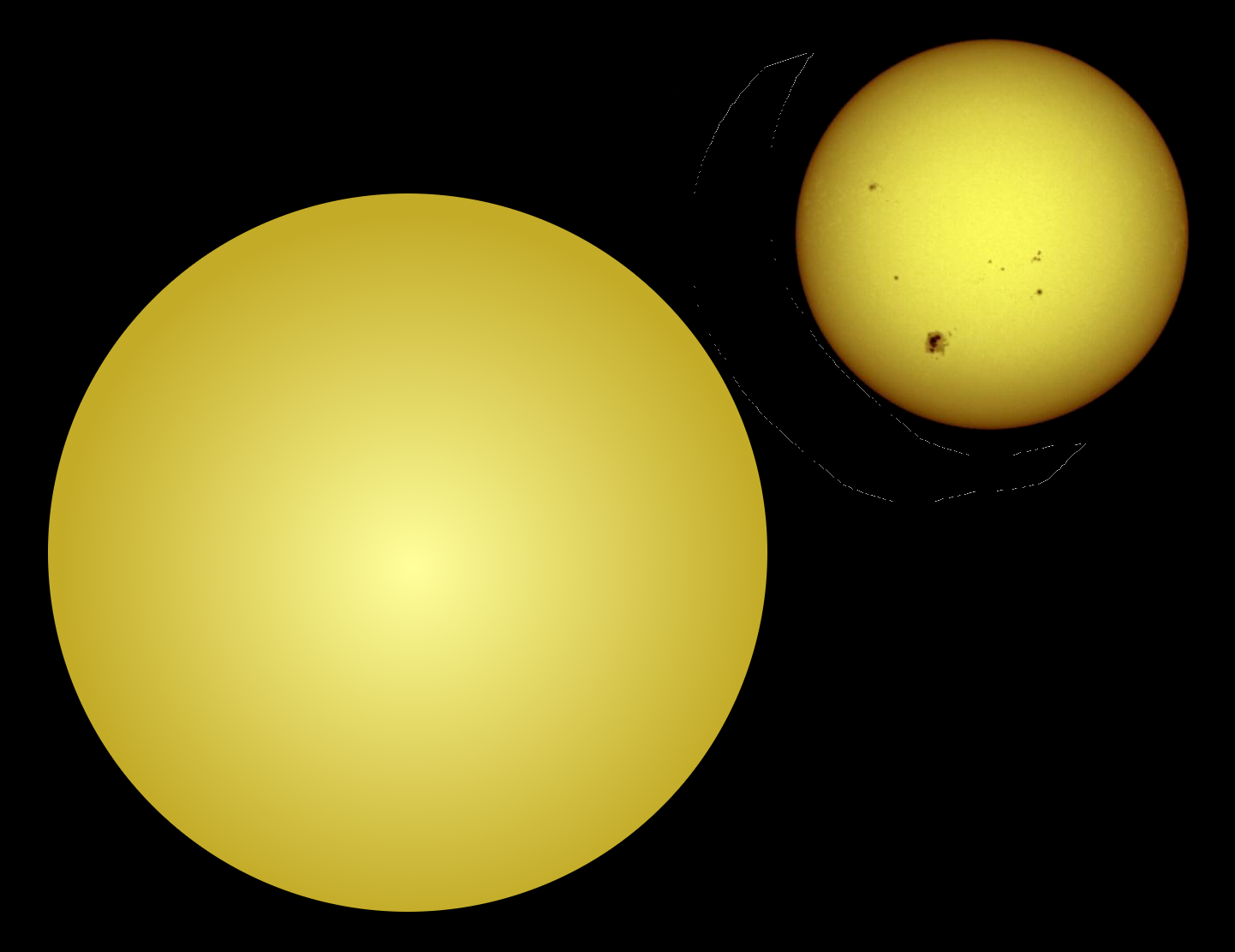

케플러-7은 지구에서 바라볼 때 거문고자리 방향에 위치해 있는 항성이다. 이 별은 케플러 계획의 탐사 대상이다.

## 행성계
2010년 1월 4일 과학자들은 케플러-7을 도는 외계 행성 케플러-7b를 발견했다고 공식적으로 발표했다.
| 동반 천체 (가까운 천체순) | 질량 (MJ) | 공전주기 (일) | 공전궤도 반지름 (AU) | 이심률 |
| ------------------------- | --------- | ------------- | -------------------- | ------ |
| b                         | 0.433     | 4.8855        | 0.06224              | 0      |